# نوما (فلوريدا)
نوما (بالإنجليزية: Noma)‏ هي مدينة أمريكية تقع في ولاية فلوريدا. تبلغ مساحة هذه المدينة 2.8 (كم²)،ويبلغ عدد سكانها 213 نسمة حسب إحصاء سنة 2010 م 213.تشير إحصاءات سنة 2000م بأن الكثافة السكانية في هذه المدينة تقدر بـ(76.1) نسمة/كم2 